# Living like this
Living like this is een verzamelalbum van Expandis, de muziekgroep van Phil Thornton. Het bevat een doorsnee van de nummers die de band van begin 1982 tot en met 1984 opnam in de huiskamergeluidsstudio van Thornton. De muziek bestaat uit new wave uit de jaren tachtig. Het album verscheen ter gelegenheid van de (digitale) ontsluiting van de vroege muziek van Thornton, die de new wave toen al lang en breed achter zich had gelaten; hij was toen new agemuzikant. 

## Musici
- John Wilde – zang
- Phil Thornton – synthesizers, gitaar, clavinet, zang
- Dave Miller – gitaar, zang

Met
- Dinesh – percussie
- Jamie Lane – slagwerk
- Roger Carey – basgitaar

## Muziek
Alles van Expandis, behalve track 18, een nummer van Nik Turner en Dave Brock van Hawkwind.

| Nr. | Titel                                           | Duur |
| --- | ----------------------------------------------- | ---- |
| 1.  | Living like this                                | 2:36 |
| 2.  | Mystic man (21st century mix)                   | 4:36 |
| 3.  | Paperwork panic                                 | 4:31 |
| 4.  | I’m not waving, I’m drowning (21st century mix) | 4:50 |
| 5.  | Ain’t no superman                               | 3:46 |
| 6.  | Never call twice                                | 3:00 |
| 7.  | My love (Jacobs studiomix)                      | 3:41 |
| 8.  | Help me I’m dreaming                            | 4:05 |
| 9.  | Never be sure                                   | 3:37 |
| 10. | The secret                                      | 4:04 |
| 11. | Neverzone                                       | 4:58 |
| 12. | Killing time                                    | 3:38 |
| 13. | I am the tadpole                                | 3:34 |
| 14. | Ego message                                     | 2:46 |
| 15. | Teach me, guide me (7/8-versie)                 | 5:58 |
| 16. | Reasonable behaviour                            | 5:21 |
| 17. | Boy from Babylon                                | 6:26 |
| 18. | Master of the universe                          | 5:15 |